# Pyramida na Elefantině
Pyramida na Elefantině patří spolu s pyramidami, jež se nacházejí v Edfu, Kule, Nakádě, Záwijit el-Mejjitínu, Síle a Sinki do skupiny sedmi velmi podobných malých stupňovitých pyramid, které jsou rozmístěny po celém Egyptě. Tato pyramida se nachází na ostrově Elefantina. Dochovaly se z ní jen rozvaliny.

## Průzkum
Pyramida na Elefantině byla objevena roku 1907 a z počátku byla považována za pozůstatky městské zdi. Roku 1909 zde vedla výzkum francouzská expedice, jež rozvaliny pyramidy mylně označila za zbytky židovského chrámu. Jako pyramida byla identifikována až po výzkumu expedice německého archeologického ústavu vedené Günterem Dreyerem v letech 1978 až 1979.

## Datování a stavebník
Pyramida na Elefantině je datovaná do druhé poloviny 3. dynastie, přibližně mezi vládu Sechemcheta a Snofrua.
Poblíž pyramidy nalezl francouzský archeolog Henri Louis Gauthier žulový kužel o výšce 160 centimetrů, na kterém se nacházel nápis se jménem posledního panovníka 3. dynastie Huneje. Günter Dreyer, Werner Kaiser a Rainer Stadelmann předpokládají, že tento kužel byl původně umístěn na vnější straně pyramidy, a proto pyramidu datují do období Hunejovy vlády. Andrzej Ćwiek poukazuje na to, že text na kuželu odkazuje na palác na Elefantině a ne na pyramidu. Tvrdí, že kužel nejprve patřil k paláci na Elefantině a na stavbu pyramidy byl využit až později.

## Funkce
Názory na funkci malých stupňovitých pyramid se různí. Jean-Philippe Lauer je označil za kenotafy královen z provincií, kde se narodily. Vito Maragioglio a Celeste Rinaldi se domnívali, že označovaly posvátná místa spjatá s mýtem o Horovi a Sutechovi. Nabil Svelim je považuje za památníky slunečního kultu. Podle Güntera Dreyera a Wernera Kaisera se jedná o památníky postavené poblíž provinčních center, které měly připomínat královu autoritu a přítomnost v místech vzdálených od hlavního města. Tuto teorii však zpochybnil Iorwerth Eiddon Stephen Edwards, který poukázal na pyramidu v Síle, jež stála přímo na dohled pyramidy v Médúmu a tak blízko hlavního města, že zde bylo zbytečné královu autoritu připomínat. Dieter Arnold se domníval, že pyramidy zhmotňovaly myšlenku počátečního pahorku.

## Popis
Pyramida byla vystavěna z kusů žuly pospojovaných hlinitou maltou na upravené skalní plošině. Měla původně tři stupně a dosahovala výšky 20 až 25 metrů. Dnes je vysoká pouze 5,10 metrů. Základna pyramidy má velikost 23,70 metrů na 18,46 metru. Žádné chodby ani komory se v pyramidě zřejmě nenacházely. Západní strana je o 17° vychýlena k severozápadu, a je tak rovnoběžná s osou západního ramene Nilu, který obtéká ostrov. Sklon stěny pyramidy byl přibližně 82°30’ a 77°.